# Especiosa
Especiosa (em latim: Speciosa) foi uma nobre romana do final do século V e começo do IV.

## Vida
Especiosa era parente de Olíbrio e teve irmãs, cujos nomes são desconhecidos. Viveu com suas irmãs em Ticino, mas não estava lá quando Enódio visitou a cidade. Segundo duas epístolas de Enódio do verão de 503, nas quais foi referida como luz da Igreja (lux ecclesiae) e glória da Igreja (ecclasiae decus), diz-se que pediu ao remetente que conduzisse alguns assuntos com ela e suas irmãs.